# Movimiento fennómano

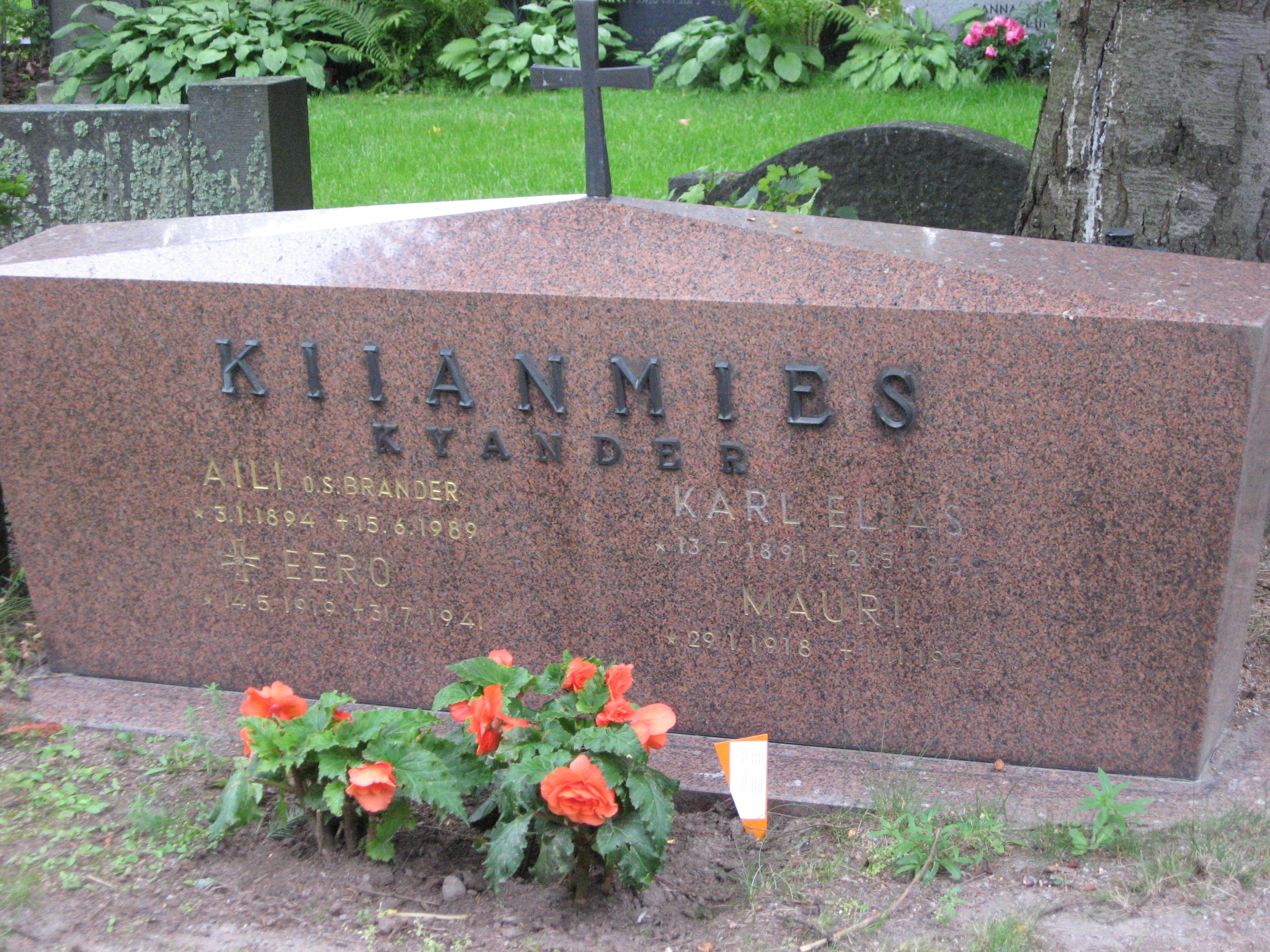
Un conjunto de piedra en Tampere, en el que están inscripto tanto el apellido sueco Kyander como el fenicizado Kiianmies.

Los Fennómanos fueron el movimiento político más importante del siglo XIX en el Gran Ducado de Finlandia, realzando la bandera de interés fenófilos del siglo XVIII y principios del siglo XIX. Luego de la Guerra de Crimea formaron el Partido finés e intensificaron la lucha prolingüística para establecer el idioma finés en lugar del sueco, resabio del sometimiento a Suecia y el ruso, lengua nacional desde la conquista rusa. Su anhelo era llevar al idioma finés y a la cultura finesa, que habían sobrevivido en el ámbito rural, al nivel de lengua y cultura nacionales. Su oposición, el Movimiento Svecómano, intentaba defender el status sueco y los lazos con el mundo germánico. Aunque la noción de fennómanos no fue tan común luego de la generación de Paasikivi (n. en 1870) sus ideas fueron parcialmente influidos por el movimiento svecómano, comprendiéndose los fineses como una nación bilingüe. 
Muchos de la primera generación de fennómanos eran originalmente hablantes de sueco como lengua materna, pero no todos. Algunos de los fennómanos suecoparlantes originales aprendieron finés, y lo convirtieron en su lengua de uso tanto en la sociedad como en el hogar. No obstante varios fennómanos procedían de hogares fenoparlantes o bilingües. 
La mayoría de los fennómanos también fennicizaron sus apellidos, sobre todo a finales del siglo XIX. 
En los últimos años del siglo XIX, y en los primeros del siglo XX, el Movimiento Fennómano se escindió en dos partidos políticos: el Antiguo Partido Finés y el Nuevo Partido Finés. 

## Lema
El lema fennómano fue acuñado por Adolf Ivar Arwidsson, originalmente en sueco. En español es:
"Suecos ya no somos más

en rusos no podemos nunca convertirnos

en consecuencia debemos ser fineses"

## Algunos fennómanos prominentes
- Daniel Juslenius
- Fredrik Cygnaeus
- Yrjö Sakari Yrjö-Koskinen, antiguamente Georg Zacharias Forsman
- Alexandra Gripenberg
- Lauri Kivekäs, antiguamente Stenbäck
- Johannes Linnankoski
- Agathon Meurman
- Julius Krohn
- Juho Kusti Paasikivi
- Emil Nestor Setälä
- Johan Vilhelm Snellman
- Eero Järnefelt